# 福島県道131号下郷会津本郷線

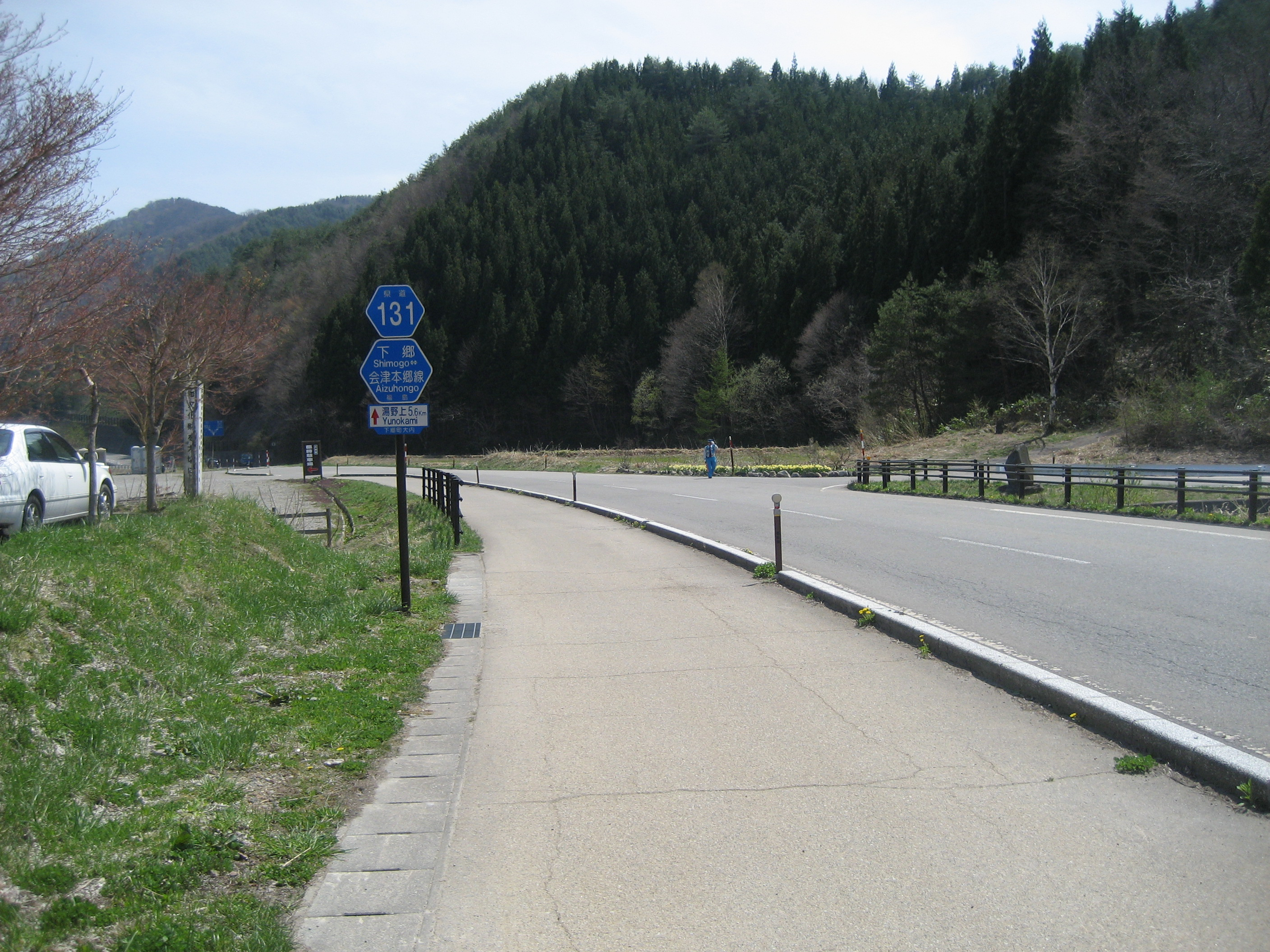
下郷町大内宿付近

福島県道131号下郷会津本郷線（ふくしまけんどう131ごう しもごうあいづほんごうせん）は、福島県南会津郡下郷町から大沼郡会津美里町に至る一般県道である。旧会津西街道。

## 概要
- 起点：南会津郡下郷町栄富字南原甲
- 終点：大沼郡会津美里町延命寺前甲
- 総延長：30.001 km[1]
  - 実延長：29.064 km
- 路線認定年月日：1994年4月1日[2]

### 重用路線
- 福島県道329号湯野上会津高田線（南会津郡下郷町大内地内）
- 福島県道23号会津高田上三寄線（大沼郡会津美里町氷玉字古屋敷丙～同町氷玉字壇ノ前丙）
- 福島県道72号会津坂下会津本郷線（氷玉字壇ノ前丙～延命寺前甲（終点））

### バイパス
氷玉バイパス（ひだまバイパス）
歴史的町並みを持つ大内宿のある下郷町と伝統工芸品である本郷焼の窯元や向羽黒城のある会津美里町本郷地区を結ぶ氷玉峠は自動車の通れない細く険しい山道であった。この区間を連絡することで広域的な観光を支援するとともに、国道118号の災害代替路線を確保するために1975年度（昭和50年度）に着工され、2003年（平成15年）4月23日に開通した。全長9213.6 m。
1994年（平成6年）には旧道部の峠の埋蔵文化財の発掘調査が行われた。
このバイパスにより大内宿と本郷地区は従来の国道118号のルートより8 km、会津若松市は10 km短縮された。
道路施設
- 氷玉トンネル
- 紅葉橋（1988年竣功 L=60 m）
- 清水橋

関山バイパス（会津美里町）
2013年12月27日開通。全長903 m。会津美里町氷玉にある関山集落の狭隘区間の解消のために建設され、集落西側を迂回する。

### 道路施設

#### 橋梁
栄橋
- 全長：77.5m
- 幅員：11.0m
- 竣工：1990年[5]

下郷町栄富字屋敷甲から字平乙に至り、一級水系阿賀野川水系戸石川を渡る。
高橋
- 全長：36.0m
- 幅員：5.7m
- 竣工：1960年[5]

下郷町栄富字下タ平丁にて一級水系阿賀野川水系戸石川を渡る。
大内1号橋
- 全長：40.0 m
- 幅員：7.0 m
- 形式：単径間単純合成鋼鈑桁橋
- 竣工：1983年
- 施工：巴組

大内ダム水没区間の付替道路として1982年度より着工された。カーブを描く橋梁のため鈑桁のねじり剛性強化のために分配横桁を増している。総事業費は1億1760万円。
大内3号橋
- 全長：23.0 m
- 幅員：5.5（7.5） m
- 形式：鋼単純合成鈑桁橋
- 竣工：1993年度

一級水系阿賀川水系水沢川を渡る。総工費は7550万円。
清水橋
- 全長：59.4 m
  - 主径間：19.283 m
- 幅員：7.0 m
- 形式：3径間単純合成H鋼桁橋
- 竣工：1986年度
- 施工：東開工業

氷玉バイパス建設に伴い地方道橋梁整備事業として建設された橋梁であり、バイパス区間7本の橋梁のうち2番目に施工された橋梁である。計画時の名称は氷玉1号橋。起点から終点に向かい右にカーブしている。総事業費は1億6000万円。
桂橋
- 全長：34.2 m
- 幅員：5.5（7.0） m
- 形式：鋼単純鈑桁橋
- 竣工：1998年度

氷玉バイパス建設に伴い建設された橋梁である。山岳部であるためメンテナンスフリー化を図り耐候性鋼材が使用されている。総工費は1億2800万円。
堀切1号橋
- 全長：10.4 m
- 幅員：8.0（9.5） m
- 形式：鋼単純鈑桁橋
- 竣工：2000年度
- 総工費：1億900万円[10]

堀切2号橋
- 全長：26.0 m
- 幅員：6.5（8.0） m
- 形式：鋼単純鈑桁橋
- 竣工：2001年度
- 総工費：1億1500万円[10]

壺石橋
- 全長：11.2 m
- 幅員：8.0(9.5) m
- 形式：鋼単純鈑桁橋
- 竣工：2001年度
- 総工費：1億700万円[10]。

新福永橋
- 全長：34.5 m
- 幅員：6.0(11.0) m
- 形式：鋼単純鈑桁橋
- 竣工：2002年度

会津美里町氷玉字寺南から字団子石丙に跨り、一級水系阿賀野川水系宮川支流の氷玉川を渡る。橋上は上下対向2車線で供用され、上り線側に幅員3.5mの歩道が設置されている。氷玉字福永丙を通る旧道のバイパス整備に伴い建設された。総工費は1億3700万円。

#### トンネル
氷玉トンネル
- 全長：645.0 m
- 幅員：6.0（8.5） m
- 有効高：4.7 m
- 工法：上部半断面先進工法
- 竣工：1990年3月
- 施工：三立・東邦・渡部建設工事共同企業体

下郷町大内字六石山に位置する。氷玉バイパス建設に伴い、地方道改良事業として建設された。1985年12月4日に起工式が行われ、1989年8月30日に貫通、2003年4月22日にバイパス開通に伴い供用が開始された。総工費は14億3000万円。

## 沿革
- 2007年8月28日 - 会津美里町氷玉の福永、古屋敷地区の集落に沿う狭隘区間の解消のために整備された県道23号に至る新道が開通。現道1280.2mが会津美里町道へ移管される[12]。

## 地理

### 通過する自治体
- 南会津郡下郷町 - 会津若松市 - 大沼郡会津美里町

### 交差する道路
- 下郷町内
  - 国道121号（栄富字南原甲 起点）
  - 福島県道346号戸赤栄富線（安張）
  - 福島県道329号湯野上会津高田線 湯野上温泉方面（大内）
  - 福島県道329号湯野上会津高田線 会津高田方面（大内）
  - 福島県道330号大内会津高田線（大内）
- 会津美里町内
  - 福島県道23号会津高田上三寄線 会津若松市方面（氷玉字古屋敷丙）
  - 福島県道23号会津高田上三寄線 会津高田方面（氷玉字壇ノ前丙）
  - 福島県道72号会津坂下会津本郷線 会津坂下町方面・福島県道128号会津若松会津高田線（延命寺前甲 終点）

### 沿線
- 大内宿
- 大内ダム
- 栃沢ダム
- 関山観音